# 마스크 (프로게이머)
마스크(본명: 이상훈, 2000년 11월 20일 ~ )는 대한민국의 리그 오브 레전드 프로게이머로 아이디는 Mask이다. 포지션은 미드라이너이다. 

## 선수 생활
2020년 4월, 러너웨이에 입단하면서 프로 커리어를 시작했다. 서머 시즌을 앞두고 팀의 챌린저스 잔류에 기여했다. 서머 시즌에서는 엣지와 번갈아가면서 출전을 했다.
2021시즌을 앞두고 한화생명 e스포츠의 2군팀에 합류했다. 2021시즌 종료 후 팀에서 퇴단했다.
2022년 2월 17일, KT 롤스터에 입단했다. 2022 시즌 동안 KT의 2군 선수로 활동했다. 2022시즌 종료 후 팀에서 퇴단했다.

## 소속팀
| # | 팀명             | 소속 기간             | 소속 리그 | 비고 |
| - | ---------------- | --------------------- | --------- | ---- |
| 1 | 러너웨이         | 2020.04.26~2020.09.15 | CK        |      |
| 2 | 한화생명 e스포츠 | 2020.12.01~2021.11.26 | LCK       |      |
| 3 | KT 롤스터        | 2022.02.17~2022.11.30 | LCK       |      |

## 수상 내역
- LCK 챌린저스 리그 스프링 2021 준우승